# Окремий полк зв'язку Сил спеціальних операцій України
Окремий полк зв'язку Сил спеціальних операцій України (Окремий полк зв'язку ССО) — спеціальне військове формування у складі Сил спеціальних операцій Збройних сил України, призначене для забезпечення захищеного та безперебійного зв'язку між підрозділами спецпризначення і командуванням.
Створений під час російсько-української війни, цей підрозділ тривалий час залишався засекреченим. Його військовики називають себе «очима і вухами» ССО на полі бою, адже вони першими заходять на позиції та останніми їх залишають, забезпечуючи передачу інформації і координацію дій.
Полк зв'язку впроваджує новітні технології для переваги в бойових умовах і тривалий час діяв «у тіні», виходячи з секретного статусу підрозділу.

## Історія
Офіційна дата створення Окремого полку зв'язку ССО не розголошена, проте відомо, що у травні 2025 року особовий склад відзначав річницю служби безпосередньо на передовій. Урочистості мали скромний характер — зв'язківці продовжували виконувати бойові завдання «мовчки, без зайвого пафосу, як і належить тим, хто звик бути в тіні». Від моменту створення інформація про полк майже не з'являлася у відкритому доступі — бійці залишалися «в тіні», а про їхні здобутки повідомляли вкрай рідко.
Ситуація змінилася на початку 2025 року, коли командування ССО вперше залучило військовослужбовців полку зв'язку до публічної рекрутингової кампанії. В рамках акції бійці одного з найбільш таємничих родів військ уперше в історії з'явилися перед камерою без балаклав, щоб розповісти широкому загалу про службу в ССО і заохотити новобранців. У травні 2025 року декілька офіцерів та солдат полку (зокрема, під позивними «Агармиш» і «Жулі») стали «амбассадорами» ССО — у серії відеозвернень вони розкрили свої обличчя та поділилися особистими мотивами служби, щоб мотивувати українців вступати до Сил спеціальних операцій. Цей безпрецедентний крок дозволив частково відкрити завісу таємничості над полком зв'язку і привернути увагу суспільства до його діяльності.

## Завдання
Основною роллю полку є організація і підтримання стабільного військового зв'язку для сил спецпризначення у будь-яких умовах. Полк зв'язку ССО створений спеціально для забезпечення зв'язку підрозділам ССО в будь-якій точці України — це може бути радіозв'язок, супутниковий канал чи захищене інтернет-з'єднання. Завдання зв'язківців — побудувати стратегічну мережу і забезпечити безперебійний канал для груп ССО під час виконання ними спеціальних дій, щоб бійці «могли чути і щоб їх почули» — тобто гарантовано отримували і передавали необхідну інформацію вчасно і без помилок.
Окрім встановлення власних захищених каналів, зв'язківці ССО прагнуть позбавити противника зв'язку та інформації. Вони розгортають комунікаційні мережі навіть у розпалі бою і водночас залишають ворога в «інформаційному вакуумі» — впроваджують новітні технології у сферах зв'язку, радіоелектронної розвідки (РЕР), радіоелектронної боротьби (РЕБ) та використання безпілотників. Завдяки таким заходам противник не може перехопити чи заглушити сигнал ССО і починає плутатися у власних частотах. Для забезпечення стійкості зв'язку оператори полку застосовують передові методи шифрування (криптографію) та захисту від радіоперешкод, а також найсучасніші цифрові системи передачі даних. Пріоритетом підрозділу є безперервність комунікації — «відключення зв'язку — це розкіш, яку вони собі не дозволяють», наголошують бійці. Таким чином, полк зв'язку ССО формує технологічну перевагу на полі бою, забезпечуючи інформаційну перевагу українських сил.

## Діяльність
За час існування полк зарекомендував себе як ключовий елемент операцій ССО. Його підрозділи діють на найскладніших ділянках фронту, забезпечуючи командування актуальною інформацією та зв'язком у режимі реального часу. У кожній спеціальній операції бійці полку зв'язку одними з перших виходять на позиції і останніми їх покидають, налагоджуючи канали передачі даних та підтримуючи координацію дій. Вони забезпечують не лише зв'язок, але й шифрування переговорів, роботу засобів РЕБ та БпЛА, синхронізацію взаємодії між групами спецпризначенців — усе, що необхідно для злагодженого ведення бою.
В умовах активних бойових дій зв'язківці полку підтримували канали зв'язку навіть під інтенсивним радіоелектронним впливом противника. Під час рейдів у глибокий тил ворога вони гарантували стійке управління підрозділами, а у випадку пошкодження обладнання — швидко евакуйовували його під обстрілами і за лічені години повертали до роботи. Високий професіоналізм та інноваційність персоналу полку дозволяють ССО виконувати завдання точно й ефективно навіть за умов жорсткого протистояння. Полк створює інформаційну перевагу — необхідну умову перемоги, формує правила сучасного бою на користь України.
Для зміцнення своїх лав полк залучає фахівців з технічних сфер. З початку 2025 року на офіційних платформах ССО (зокрема у соцмережах) неодноразово публікувалися оголошення з запрошенням інженерів, IT-спеціалістів та інших професіоналів приєднатися до полку зв'язку.

## Структура та оснащення
Окремий полк зв'язку ССО за організаційно-штатною структурою відповідає формату полку і складається з кількох підрозділів (батальйонів). Зокрема, відомо про існування як мінімум 2-го батальйону — про нього згадується у матеріалах ССО. Полк має власний штаб та знаходиться у прямому підпорядкуванні Командування ССО. Точна чисельність особового складу і деталізована структура не розголошуються з міркувань безпеки. Відомо, що у полку служать військовослужбовці різних спеціальностей — не лише зв'язківці, а й системні інженери, фахівці з РЕБ, аналітики, IT-спеціалісти та техніки. Такий підбір персоналу дозволив створити багатопрофільну команду, здатну одночасно забезпечувати зв'язок і виконувати суміжні завдання — від виявлення засідок і кіберзагроз до розгортання резервних каналів комунікації.
Оснащення полку включає широкий спектр сучасних засобів зв'язку та електронної боротьби. Підрозділ використовує супутникові системи (зокрема термінали Starlink для польового інтернет-зв'язку), тактичні радіостанції і ретранслятори, новітні засоби польової криптографії, антидронові комплекси та обладнання радіоелектронної розвідки. Особлива увага приділяється захищеності каналів — впроваджуються технології шифрування та протидії ворожим засобам РЕБ, щоб виключити можливість перехоплення або глушіння сигналу. Таким чином, матеріально-технічне оснащення полку відповідає найсучаснішим стандартам і постійно оновлюється з урахуванням вимог війни. У відкритих джерелах підрозділ згадується як один із найтехнологічніших у структурах Збройних сил України.

## Підготовка
Потрапити на службу до полку зв'язку ССО дуже непросто. Кандидати проходять жорсткий відбір, після якого на них чекає інтенсивна програма навчання. Як зазначає один із командирів полку (позивний «Вежа»), початковий відбір — це лише перший етап становлення професійного зв'язківця. Новоприбулі військовослужбовці залучаються до системної підготовки: постійні навчання, тренування навичок і відпрацювання дій у наближених до бойових реальних умовах тривають безперервно. Метою такого вишколу є виховання «універсального зв'язківця», здатного впевнено діяти за будь-яких обставин та продовжувати роботу навіть у непередбачуваних ситуаціях.
Щоденні тренування охоплюють як технічні аспекти зв'язку, так і тактичну підготовку, реагування на раптові загрози, кібербезпеку та опанування новітніх технологій. Постійне вдосконалення знань і навичок допомагає особовому складу полку випереджати противника на крок. Перед кожним бойовим виходом зв'язківці скрупульозно готуються: перевіряють техніку, заряд живлення, карту частот, запасні канали та маршрути, але найбільше уваги приділяють ментальній готовності до місії. Така ретельна підготовка гарантує, що з першої хвилини операції зв'язок запрацює і буде підтримуватися без збоїв.

## Участь у бойових діях
З моменту свого формування Окремий полк зв'язку ССО бере участь у всіх основних операціях Сил спеціальних операцій, забезпечуючи інформаційно-комунікаційну підтримку. Підрозділи полку відпрацювали на найгарячіших напрямках російсько-української війни, зокрема на Донеччині, Харківщині та Запорізькому напрямку. Зокрема, фахівці полку забезпечували безперервний зв'язок і передачу розвідданих під час глибоких рейдів ССО на півдні України.
У фазі повномасштабної війни зв'язківці ССО відзначилися також під час оборони міст та стратегічних об'єктів. За даними Міністерства оборони, військовослужбовці цього полку брали участь в обороні Києва на початку вторгнення 2022 року, а також забезпечували зв'язок у ході визволення Ізюма на Харківщині та у боях за Авдіївку. Під час активної фази бойових дій на цих напрямках особовий склад полку неодноразово діяв під обстрілами, однак зберігав працездатність систем зв'язку. Оператори полку оперативно розгортали резервні лінії та відновлювали пошкоджене обладнання, що дозволяло іншим підрозділам ССО продовжувати виконання місій без втрати керованості.
За оцінками військових журналістів, внесок Окремого полку зв'язку ССО став одним із факторів, що дозволяють українським силам проводити складні спеціальні операції..

## Командування
Через підвищену таємність підрозділу персональні дані командного складу публічно не розкриваються. Полк зв'язку ССО підпорядковується безпосередньо Командуванню Сил спеціальних операцій ЗСУ, яке очолює командувач ССО. Згадується, що командир полку — це бойовий офіцер, полковник з позивним «Фокус», також відомо, що на рівні полку та батальйонів командири діють під умовними позивними. Так, у відкритих матеріалах згадується командир 2-го батальйону полку зв'язку під позивним «Вежа», а серед інструкторів і командирів відділень — бійці з позивними «Агармиш», «Титан» та інші. Попри анонімність для широкого загалу, командування полку здійснює всі необхідні функції з управління зв'язком у структурі ССО та координує дії підлеглих підрозділів під час бойових операцій.
Командири частини:
до 2024 — дані відсутні у відкритому доступі.
З 2024 року — бойовий офіцер, полковник із позивним «Фокус».

## Професійне свято
Традиційно, підрозділи зв'язку відзначають своє професійне свято в День військ зв'язку (8 серпня), проте для бійців полку ССО головним символічним днем є річниця створення частини (12 травня), яку вони відзначають у бойових порядках.